# Lake of the Woods (Arizona)
Pour les articles homonymes, voir Lake of the Woods.
Lake of the Woods est une census-designated place du comté de Navajo, dans l'État de l'Arizona, aux États-Unis. En 2020, elle compte une population de 3 648 habitants.